# 리조트 킬
《리조트 킬》(Resort To Kill, Immortal Combat)은 미국에서 제작된 다니엘 나이라 감독의 1994년 액션, 모험 영화이다. 치바 신이치 등이 주연으로 출연하였고 다니엘 나이라 등이 제작에 참여하였다.

## 출연

### 주연
- 치바 신이치
- 로디 파이퍼

### 조연
- 멕 포스터
- 데론 맥비
- 토미 타이니 리스터
- 라라 스타이닉
- 로저 커드니
- 킴 모건 그린

## 기타
- 제작팀장: Erik Saltzgaber
- 제작관리: Mitsuo Kumakura
- 제작관리: 미우라 미치오